# Parco nazionale Nordre Isfjorden

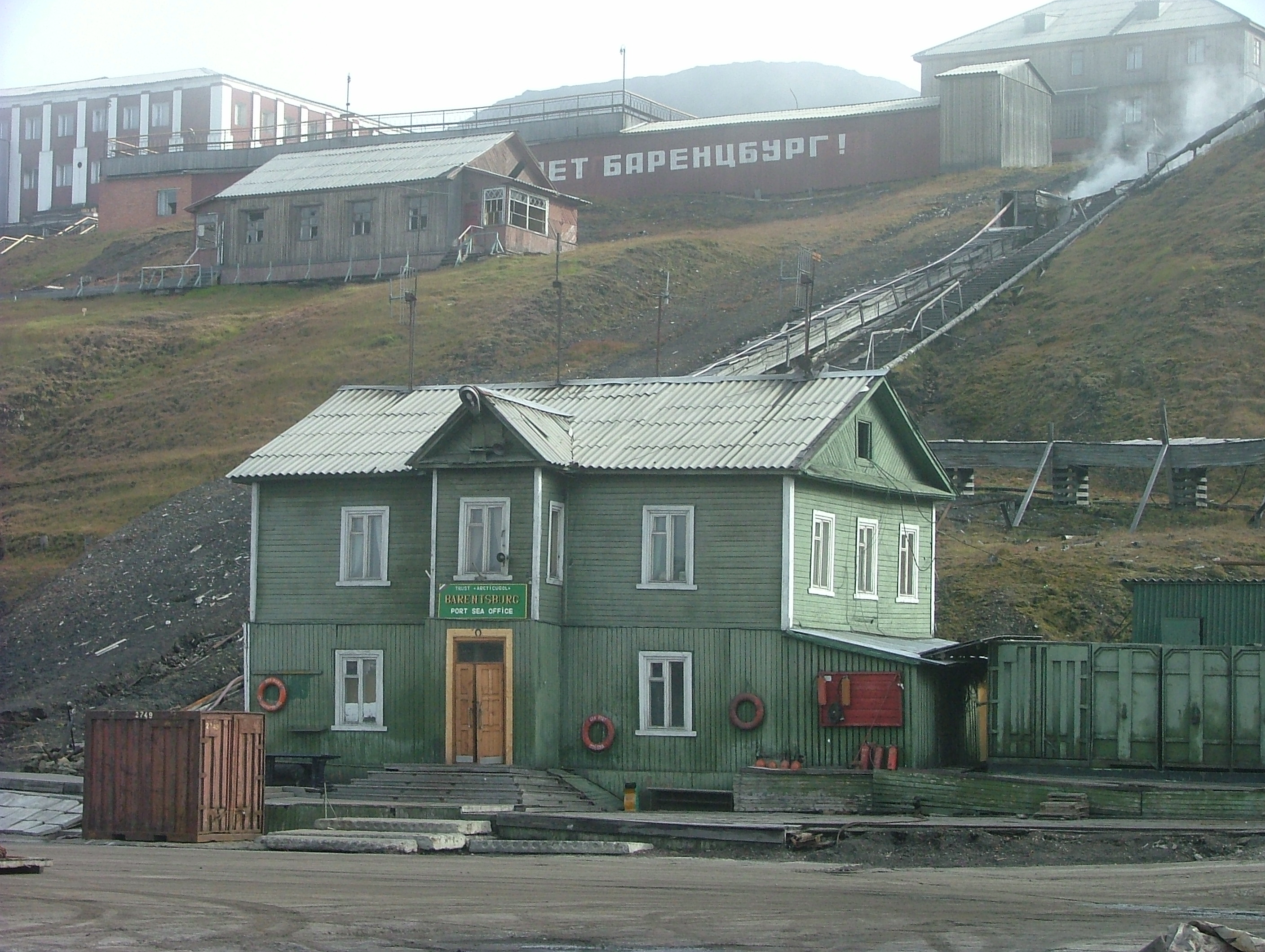
La città di Barentsburg (ca. 800 ab.), situata sull'Isfjorden, si trova a sud del Parco nazionale Nordre Isfjorden.

Il parco nazionale Nordre Isfjorden è un'area naturale protetta marina della Norvegia  situata sulle isole Svalbard, a nord della località di Barentsburg, sull'Isfjorden, secondo fiordo della Norvegia per lunghezza. Il parco, che è stato aperto nel 2003, copre un'area totale di 2.955 km², di cui 2.050 km² sono terraferma e 905 km² sono acqua.